# Комплекс „Федерация“
„Федерация“ (на руски: Башня Федерация, „Кула Федерация“) е комплекс от два небостъргача в Москва, Русия, единият от които е най-високият небостъргач в Европа. Архитектурният проект е разработен от Сергей Чобан съвместно с Петер Швегер. Строителството се извършва от компанията ЗАО „Башня Федерация“.
Намира се в 13-и участък на комплекса Московски международен делови център.
Комплексът представлява 2 сгради, построени върху общ постамент:
- кула „Изток“ – 95-етажна конструкция. На 25 септември 2014 г. „Федерация“ става най-високото здание в Русия и Европа. В края на 2015 г. са завършени инженерните дейности и остъкляването. Височината е точно 374 m.
- кула „Запад“ – 63-етажна конструкция с височина 242,4 m. Строителството е напълно завършено.[1]

В зданията има офиси, хотелски апартаменти, ресторанти, кафенета, наблюдателна площадка, паркинг, спа, басейн. В комплекса „Федерация“ има 67 асансьора.
Комплексът „Федерация“ е издигнат на общ фундамент, в основата на който е положена масивна бетонна плоча. Тя е излята от 14 000 m³ бетон, като това постижение даже е отбелязано в книгата за рекорди на Гинес.

## Галерия
- юни 2006
- септември 2006
- август 2007
- юли 2008
- септември 2009
- ноември 2010
- август 2011
- октомври 2012
- януари 2014
- април 2014
- май 2015
- март 2016